# Nicholas M. Nagy-Talavera
Nicholas M. Nagy-Talavera (1929-2000 o 2001) fue un historiador de origen húngaro, que se terminó estableciendo en los Estados Unidos.
De origen judío, en concreto de Transilvania, estuvo preso durante siete años en un gulag siberiano, a comienzos de la década de 1950. Fue autor de la obra The Green Shirts and the Others. A History of Fascism in Hungary and Rumania (Hoover Institution Press / Stanford University, 1970), sobre el fascismo en Hungría y Rumanía.